# Povodyr
Povodyr, abo Kvity majut otji (ukrainska: Поводир, або Квіти мають очі, ungefär; Guide, eller Blommor har ögon) är en ukrainsk historisk dramafilm regisserad och skriven av Oles Sanin, vars handling baseras på en sovjetisk-ukrainsk pojkes resor i sovjetiska Ukraina före och under Holodomor.
Den ukrainska Oscarskommittén valde ut filmen att representera Ukraina i nomineringen av "Bästa utländska film" för 2015 års Oscars, men filmen nominerades inte av American Academy of Motion Picture Arts and Sciences.
Världspremiären av filmen ägde rum på Odessa International Film Festival den 16 juli 2014. Bandet släpptes i Ukraina den 12 november 2014. Under visningar i Ukraina fanns det även speciella visningar av filmen med kommentarsspår för blinda.
Filmen har undertiteln "Заплющ очі — дивись серцем" (Blunda och öppna hjärtat).

## Handling
På 1930-talet i sovjetiska Ukraina anländer en amerikansk ingenjör Michael Shamrock i Charkiv med sin tio gamla son, Peter, för att hjälpa till att "bygga socialism". Han förälskar sig i skådespelerskan Olga som har en annan uppvaktare, kommissarien Volodymyr.
Amerikanen dör under tragiska omständigheter och hans son räddas från hans förföljare av en blind musiker (kobzar). Utan möjlighet att överleva i ett främmande land blir pojken musikerns guide.

## Rollista
| Skådespelare       | Roll                        |
| ------------------ | --------------------------- |
| Stanislav Boklan   | Ivan Kotjerha               |
| Anton Hrin         | Michaels son Peter Shamrock |
| Oleksandr Kobzar   | ODPU-agent Volodymyr        |
| Jeff Burrell       | Michael Shamrock            |
| Jamala             | Olga Levitska               |
| Oleg Primohenov    | Mykola Syntyk               |
| Iryna Sanina       | Orysia                      |
| Andrij Frantjuk    | Harris                      |
| Veronika Sjostak   | Natalka                     |
| Eduard Bezrodnyj   | Arkadij                     |
| Fedir Stryhun      | maestro Bogdan              |
| Ostap Hodlevskyj   |                             |
| Ihor Zasiadkovytj  | en kobzar                   |
| Oleksandr Irvanets |                             |
| Andrij Katsiuba    |                             |
| Orest Katsiuba     |                             |
| Petro Sjeverda     |                             |
| Serhij Zjadan      | poet Michajl Semenko        |
| Andrij Bilous      | general                     |
| Andrij Ljasjuk     | lyriker                     |

## Produktion
Arbetet på filmen inleddes 2012. Statens byrå för filmproduktion bidrog med 16,6 miljoner hryvnia till filmen, vilket var cirka 99,9% hela budgeten. Den totala slutkostnaden för filmen var 16,8 miljoner hryvnia (2 miljoner USD). En del av finansieringen av filmen donerades av Arsenij Jatsenjuk.